# I CON
I_CON is het derde album van de Nijmeegse band De Staat en is de opvolger van het album Machinery. Het werd uitgebracht in 2013.
Op 31 maart 2014 ontving De Staat een Edison voor het album in de categorie Rock.

## Bezetting
- Torre Florim - zang, gitaar
- Vedran Mircetic - leadgitaar
- Jop van Summeren - basgitaar, zang
- Rocco Hueting - percussionist, samples, theremin, toetsenist, zang
- Tim van Delft - drums

## Tracklist
| Nr. | Titel                      | Schrijver    | Duur  |
| --- | -------------------------- | ------------ | ----- |
| 1   | My Bad                     | Florim       | 0:09  |
| 2   | All Is Dull                | Florim       | 3:04  |
| 3   | Build That, Buy That       | Florim       | 3:12  |
| 4   | Devil's Blood              | Florim       | 4:21  |
| 5   | Witch Doctor               | Florim       | 3:27  |
| 6   | Get It Together            | Florim       | 3:15  |
| 7   | Refugee                    | Florim       | 3:57  |
| 8   | Make Way For The Passenger | Florim       | 4:51  |
| 9   | Input Source Select        | Florim       | 4:03  |
| 10  | I'll Take You              | Florim/Schra | 4:30  |
| 11  | Down Town                  | Florim       | 3:09  |
| 12  | Wonderer                   | Florim       | 4:01  |
| 13  | The Inevitable End         | Florim       | 5:23  |
|     |                            | Totale duur  | 47:22 |